# Dicranomyia (Dicranomyia) annulipes
Dicranomyia (Dicranomyia) annulipes is een tweevleugelige uit de familie steltmuggen (Limoniidae). De soort komt voor in het Australaziatisch gebied.